# Julianapark (Stadskanaal)

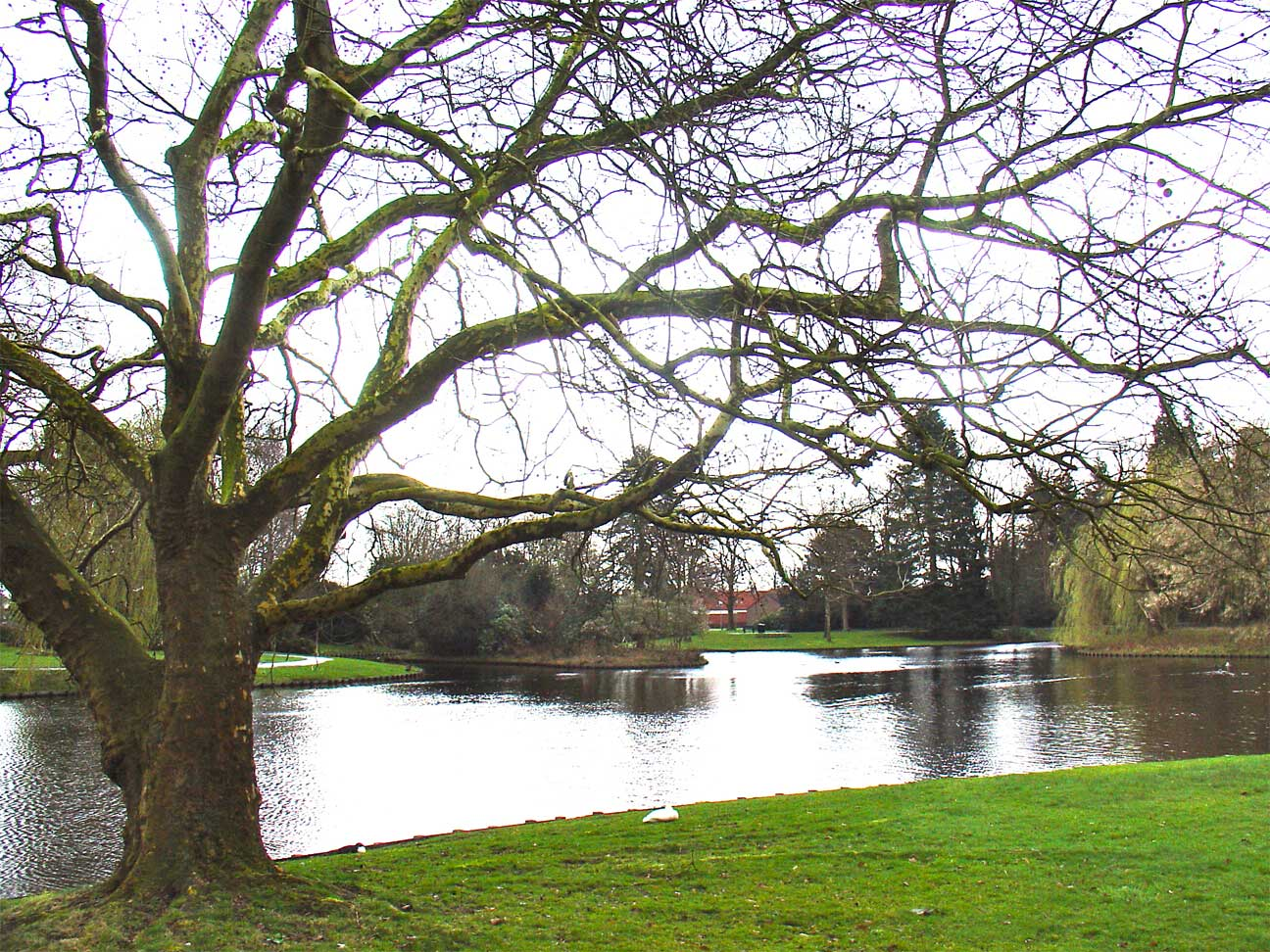
Zicht op de grillig gevormde vijver van het Julianapark in Stadskanaal

Het Julianapark in Stadskanaal is gelegen in de Parkwijk in de Nederlandse plaats Stadskanaal.

## Geschiedenis
Het Julianapark in Stadskanaal werd aangelegd in de dertiger jaren van de 20e eeuw naar een plan van de tuin- en landschapsarchitect J. Vroom jr. Het park ligt in de, voor de Tweede Wereldoorlog door de Stadskanaalster gemeentearchitect J.Meinen ontworpen, Parkwijk, een wijk met zowel sociale woningbouw als middenstandswoningen en herenhuizen. Het park werd aangelegd in het kader van de werkverschaffing in 1935. Het park is ontworpen in de zogenaamde Engelse landschapsstijl met slingerpaden en een grillig gevormde vijver. Aan de noordwestzijde van het park bevindt zich een door Meinen ontworpen oorlogsmonument. Aan de andere zijde van het park, de zuidwestzijde, bevindt zich een sculptuur Roodkapje en de wolf van de beeldhouwer Kees de Kruijff.
Delen van de Parkwijk, zoals de Oranjestraat en 't Hofje, zijn erkend als rijksmonument. Ook het Julianapark in zijn geheel is erkend als een rijksmonument. De muziekkoepel, die zich in het park bevindt, is eveneens als zodanig erkend. De koepel is in 2011 door brand verwoest.

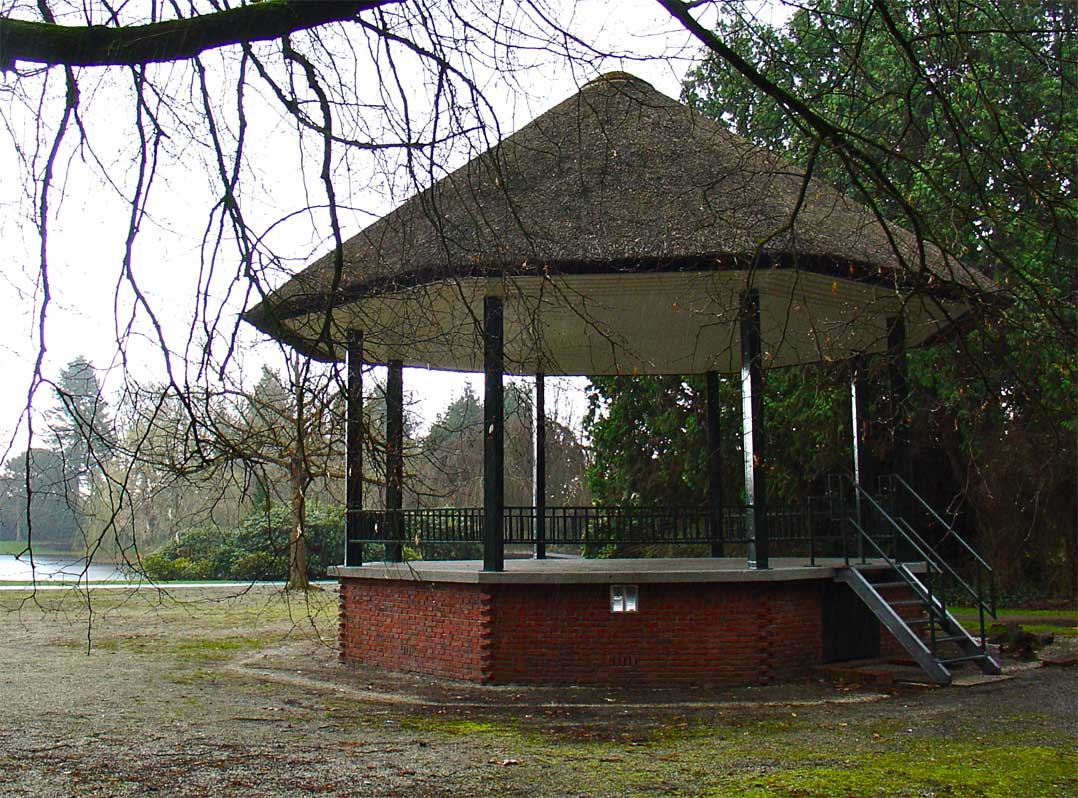
De muziekkoepel
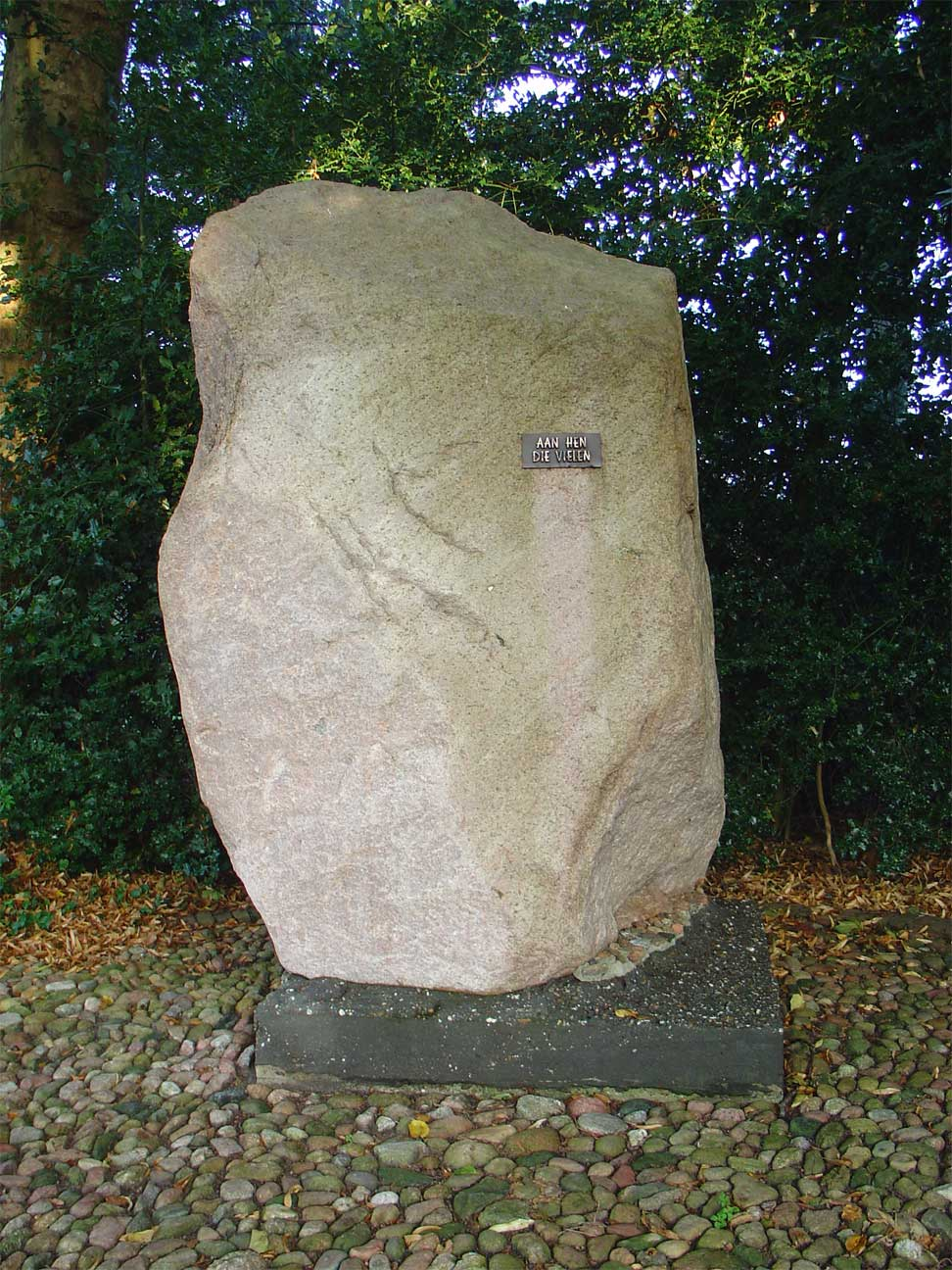
Oorlogsmonument
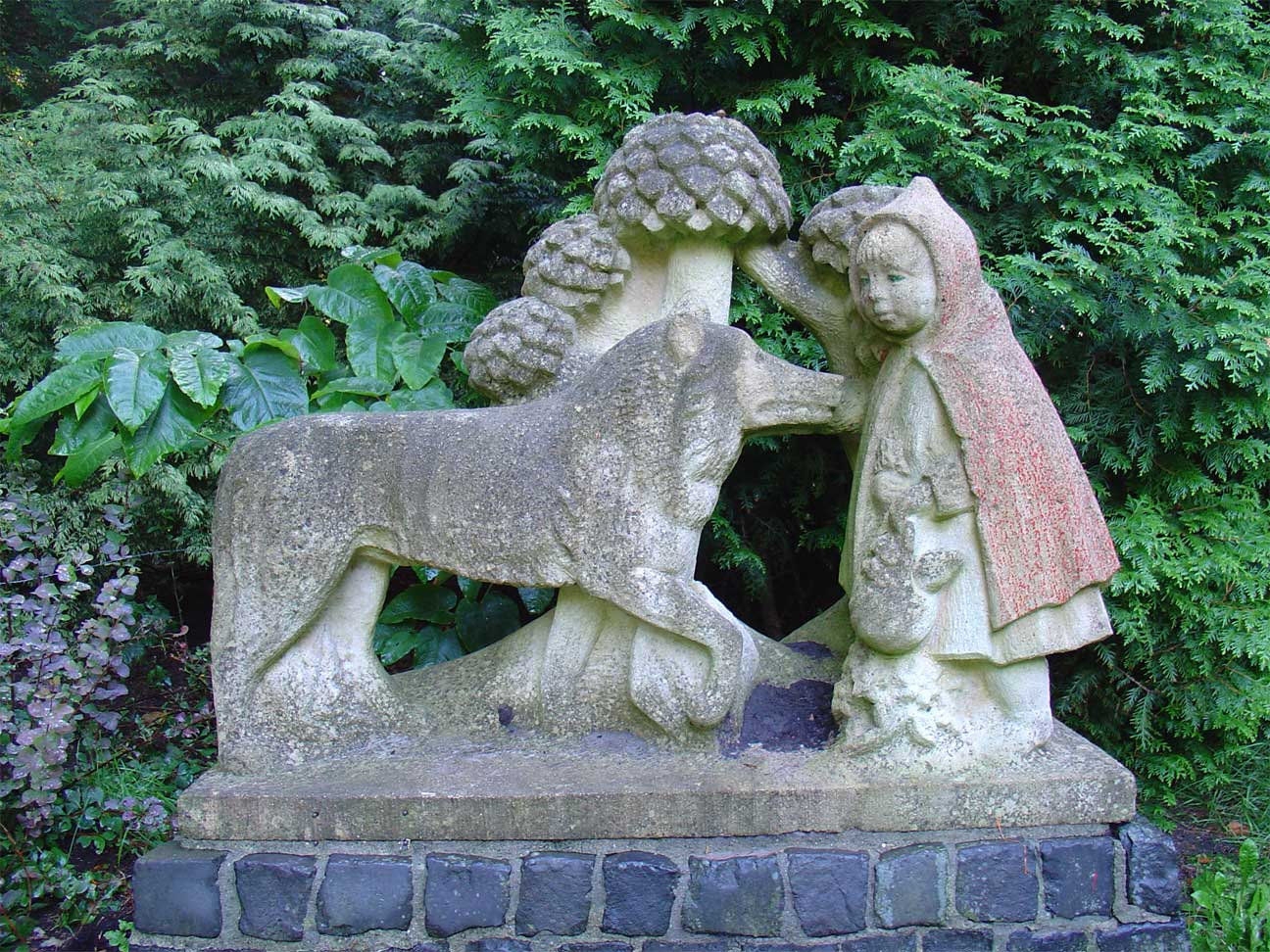
Roodkapje en de wolf